# 马浩谦
马浩谦（1930年代1930年或1932年—1987年），男，回族，安徽亳县人，中华人民共和国政治人物，曾任第五、六届全国人大代表，第五届全国人大常委会委员。